# Thomas Frederick Price
Thomas Frederick Price, né le 19 août 1860 à Wilmington (Caroline du Nord) et mort le 12 septembre 1919 à Hong-Kong, est le cofondateur de la Société des Missions étrangères d'Amérique, plus connue sous le nom de Maryknoll dont les premières missions furent en Chine.

## Formation
Thomas Frederick Price naît en Caroline du Nord, huitième enfant d'Alfred Price et de son épouse, née Clarissa Bond, convertis tous les deux du protestantisme au catholicisme. Il est élevé pieusement dans un Sud à majorité baptiste plutôt hostile au catholicisme. Il est marqué par les prêtres de sa paroisse Saint-Thomas de Wilmington, et en particulier par James Gibbons, futur cardinal et à l'époque vicaire apostolique de Caroline du Nord qui avait établi ses quartiers à Saint-Thomas. Le jeune Price lui servait souvent la messe et l'accompagnait dans ses déplacement dans le vicariat.
Cette éducation pieuse et la dévotion mariale maternelle expliquent en partie la vocation qu'il ressent tôt. il entre donc en août 1876 au collège Saint-Charles de Catonsville pour affermir sa vocation sur la recommandation d'un prêtre de la paroisse, l'abbé Mark Gross. Il prend le bateau pour rejoindre ce collège, mais le bateau (le Rebecca Clyde) coule et il échappe à la mort de justesse. Toute sa vie durant, il attribue sa survie à l'intercession de la Vierge Marie. Après l'accident, il retourne chez lui pour ne retourner au collège qu'en janvier 1877. En septembre 1881, il entre au grand séminaire Sainte-Marie de Baltimore. Il est ordonné prêtre, le 20 juin 1886 par Mgr Northrop, successeur de Mgr Gibbons, à la pro-cathédrale Saint-Thomas de Wilmington. C'est le premier Nord-Carolinien à être ordonné prêtre. Il est envoyé dans un district de mission de l'Est de l'État.

## Prêtre
Il est envoyé comme jeune vicaire s'occuper de la poignée de catholiques qui sont installés autour des nouvelles petites villes d'Asheville et de New Bern. Il obtient la permission plus tard de Mgr Leo Haid, O.S.B., vicaire apostolique d'alors,  de commencer une évangélisation plus systématique. Ses méthodes sont inspirées de celles du Père Walter Elliott, prêcheur pauliste de renom à cette époque de pionniers.
L'un des moyens d'évangélisation de Price est la publication du magazine Truth (La Vérité) qui débute en avril 1897.
Un autre moyen est l'établissement de l'orphelinat de Nazareth qu'il fonde en 1898. Le but de l'abbé Price est de venir en aide aux défavorisés de la région et de gagner la faveur du gros de la population, ou du moins de les ouvrir au message de l'Évangile. Ensuite, l'abbé Price organise des sessions estivales de catéchisation pour les séminaristes. Cela débouche en 1902 sur l'ouverture d'une maison missionnaire à Nazareth, sorte d'école probatoire avant le séminaire et d'école de formation pour les missions de Caroline du Nord. Elle prend le nom de Regina Apostolorum. Thomas Price la dirige et il en est le directeur spirituel. 
Au fur et à mesure, Thomas Price se met à insister dans les pages de Truth sur la nécessité pour les jeunes Américains de disposer d'un séminaire pour les missions étrangères Au même moment, l'abbé James Anthony Walsh, prêtre diocésain de Boston,  développe les mêmes idées dans les pages de The Field Afar. Au Congrès eucharistique de Montréal en 1910, les deux prêtres se rencontrent, puis commence à formuler des plans pour la fondation d'un séminaire voué aux missions étrangères. Avec l'appui de leur hiérarchie, les deux prêtres se rendent à Rome en juin 1911 pour rencontrer les différents dicastères et recevoir l'approbation de saint Pie X. Ensuite, Thomas Price va en pèlerinage à Lourdes. Il déclare dans son Journal intime y avoir vécu une véritable expérience spirituelle, ce qui le confirme dans sa dévotion particulière envers Notre-Dame de Lourdes et Bernadette Soubirous qu'il maintient toute sa vie.
De retour aux États-Unis, Thomas Price et James Walsh se mettent à l'œuvre pour leur projet de séminaire. Après un court séjour à Hawthorne, ils acquièrent une propriété à Ossining à 50 kilomètres de la ville de New York. Ce sont les débuts de Maryknoll.

## Débuts de Maryknoll

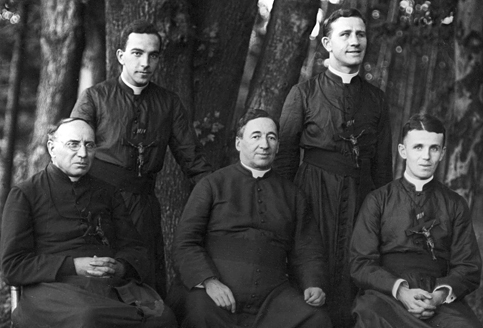
Assis de g. à dr. les PP. Thomas Frederick Price et James Anthony Walsh (cofondateurs) et James Edward Walsh; debout les PP. Francis Xavier Ford et Bernard Meyer, avant leur départ en 1918.

Thomas Price accomplit un tour du pays afin de récolter des fonds pour sa nouvelle fondation. En 1918, trois jeunes prêtres, James Edward Walsh, le Serviteur de Dieu Francis Xavier Ford, et Bernard F. Meyer, sont prêts pour une mission en Chine. Thomas Price part avec eux le 7 septembre en tant que supérieur du groupe. Ils arrivent à Hong-Kong en octobre, puis s'installent à Yeung-Kong (aujourd'hui Yangjiang) sur la côte méridionale de Chine; mais à cause de son âge et de la difficulté de la langue, Thomas Price a de grandes peines pour étudier le chinois.
Il souffre aussi de sa santé. Au milieu de l'année 1919, son état s'aggrave. Il est transféré à Hong-Kong dans des conditions difficiles et entre immédiatement à l'hôpital Saint-Paul de Causeway Bay, tenu par les Sœurs de Saint-Paul de Chartres, alors qu'il souffre d'une crise d'appendicite aiguë. Il est opéré le 8 septembre 1919, mais il est trop tard et il meurt le 12 septembre suivant, jour de la fête du Saint Nom de Marie. Il est inhumé au carré des prêtres du cimetière Saint-Michel de Happy Valley. Il n'avait que 59 ans.
une messe de requiem est célébrée le 18 septembre 1919 à la cathédrale de l'Immaculée-Conception de Hong-Kong à la fin de laquelle Mgr Pozzoni, vicaire apostolique de Hong-Kong, donne l'absolution, en présence d'une nombreuse assistance d'ecclésiastiques et de religieuses.
En 1923, un missionnaire français rentre en France avec le cœur embaumé du Père Price pour le donner aux Sœurs de la Charité de Nevers, de la congrégation de Bernadette Soubirous. Il est placé dans une niche du mur près du corps de la sainte, à la maison-mère des Sœurs de Nevers. Ce fut fait à la demande de Thomas Price qui était fort dévoué à Sœur Bernadette. Le corps de Thomas Price est exhumé en 1936 pour être transféré au cimetière de Maryknoll à Ossining. En 1955, sa dépouille, ainsi que celle de Mgr James Anthony Walsh, sont enterrées dans la crypte de la chapelle du séminaire de Maryknoll.